# Constantin I. C. Brătianu
Constantin I. C. Brătianu (cunoscut și ca Dinu Brătianu; n. 13 ianuarie 1866, Florica, România – d. 1951, Sighetu Marmației, Maramureș, România) a fost un politician liberal, membru proeminent al „dinastiei Brătienilor”, fiul lui Ion C. Brătianu și fratele mai mic al lui Ionel Brătianu. De profesie inginer, Dinu Brătianu a deținut funcțiile de deputat, ministru și, în ultima parte a vieții sale, președintele Partidului Național Liberal (PNL). 
În timpul celui de-Al Doilea Război Mondial, Dinu Brătianu a trimis, alături de Iuliu Maniu, memorii lui Ion Antonescu, dictatorul țării, condamnând trecerea României dincolo de frontierele sale interbelice, în cadrul războiului împotriva Uniunii Sovietice (U.R.S.S.). A luat parte la negocierile regelui Mihai I cu partidele politice pentru eliminarea lui Ion Antonescu, fiind numit la 23 august 1944 ministru fără portofoliu în guvernul Constantin Sănătescu, alături de Maniu (PNȚ), C. Titel Petrescu (PSD) și L. Pătrășcanu (PCR). 
În cursul anilor 1944–1947, Partidul Național Liberal (PNL) condus de acesta a fost, după Partidul Național-Țărănist (PN-Ț/PNȚ), principala forță democratică opusă sovietizării țării de către Partidul Comunist Român (PCR) și formațiunile sale afiliate. Aflat în arest la domiciliu de câțiva ani, Constantin Brătianu fost arestat în noaptea dintre 5/6 mai 1950 și transportat la Sighet, unde a murit în scurt timp. Dinu Brătianu s-a fixat în conștiința publică, alături de Regele Mihai și Iuliu Maniu, drept unul dintre apărătorii democrației și constituționalismului din perioada postbelică.

## Biografie
Dinu Brătianu s-a născut în 1866 la Florica, reședința Brătienilor, lângă Pitești. A fost cel de-al doilea fiu al lui Ion C. Brătianu, fondatorul regatului României și a Piei Brătianu (Pleșoianu). A fost căsătorit cu Alexandrina Brătianu (Costinescu) cu care a avut trei fii, Ion C. Brătianu, Constantin C. Brătianu și Dan C. Brătianu.
A studiat ingineria la Școala Politehnică din București și apoi la Institutul de Mine din Paris. 

## Activitatea politică
Între 1910 și 1938 a fost în mod permanent deputat în Parlament din partea partidului liberal iar, în 1933 a funcționat ca ministru de Finanțe. În 1934 a fost ales președinte al Partidului Național-Liberal.
După lovitura de stat de la 23 august 1944, Dinu Brătianu a fost reprezentant în guvern al Partidului Național Liberal (PNL) ca ministru de stat, ca și Iuliu Maniu din partea Partidului Național Țărănesc. Brătianu a deținut următoarele funcții:
- Ministru Secretar de Stat în guvernul Sănătescu (23 august 1944 - 4 noiembrie 1944)[2]
- Ministrul Producției de Război în guvernul Sănătescu (4 noiembrie 1944 - 6 decembrie 1944)[3]
- Ministrul Producției de Război în guvernul Rădescu (6 decembrie 1944 - 28 februarie 1945)[4]

După instaurarea dictaturii comuniste, a avut domiciliu forțat, pentru ca în 1950 - la vârsta de 84 de ani - să fie arestat și deținut fără nici un fel de judecată. Asupra circumstanțelor morții sale există mai multe versiuni. Cert este că a fost arestat alături de elita politică a României interbelice în cadrul acțiunii cunoscute drept Noaptea demnitarilor (5/6 mai 1950), fiind transportat la închisoarea din Sighet, unde a murit la scurt timp. A fost înmormântat în Cimitirul Săracilor.